# Gissey-le-Vieil
Gissey-le-Vieil is een gemeente in het Franse departement Côte-d'Or (regio Bourgogne-Franche-Comté) en telt 105 inwoners (2009). De plaats maakt deel uit van het arrondissement Montbard.

## Geografie
De oppervlakte van Gissey-le-Vieil bedraagt 8,2 km², de bevolkingsdichtheid is dus 12,8 inwoners per km².
De onderstaande kaart toont de ligging van Gissey-le-Vieil met de belangrijkste infrastructuur en aangrenzende gemeenten.

## Demografie
Onderstaande figuur toont het verloop van het inwonertal (bron: INSEE-tellingen).